# Tuberculosa harveyi
Tuberculosa harveyi är en spindelart som beskrevs av Volker W. Framenau och Yoo 2006. Tuberculosa harveyi ingår i släktet Tuberculosa och familjen vargspindlar.
Artens utbredningsområde är Northern Territory, Australien. Inga underarter finns listade i Catalogue of Life.